# Sarcoscypha
Sarcoscypha (Fr.) Boud., Bulletin de la Société Mycologique de France 1: 103 (1885).
Sarcoscypha è un genere di funghi ascomiceti appartenente alla famiglia Sarcoscyphaceae.
Vi appartengono specie lignicole o terricole con carpoforo a forma di coppa e peduncolato, di colore tipicamente rosso-aranciato.

## Specie diSarcoscypha
La specie tipo è Sarcoscypha coccinea (Jacq.) Sacc. (1889)
Altre specie sono:
- Sarcoscypha austriaca (O. Beck ex Sacc.) Boud.